# Рон Денніс
Рональд «Рон» Денніс (англ. Ronald "Ron" Dennis; нар. 1 червня 1947, Вокінг, Велика Британія) — виконавчий директор McLaren Group та McLaren Automotive. У 1981—2008 керував командою McLaren у Формулі-1.

## Біографія
Денніс народився у Вокінгу (Суррей, Англія). У 16 років покинув школу та почав працювати механіком у Thomson & Taylor. Потім перейшов до Cooper Racing Car Company.
З 1965 року — механік у команді Формули-1 Cooper, працював з болідом Йохена Ріндта. Через 3 роки перейшов у Brabham, де був призначений головним механіком. Через 3 роки Рон заснував власну команду Rondel Racing та протягом 1970-х років його команда успішно брала участь у чемпіонатах Формули-2 та ProCar.
У 1980 році, компанія Рона Project Four обєдналася з Team McLaren Limited. Нова команда отримала назву McLaren International. McLaren виборола 8 кубків конструкторі у 1974, 1985-85, 1988-91, 1998 роках, у точи числі 7 титулів, з того часу як Денніс очолив команду. У чемпіонаті пілотів команда вигравала 11 разів (9 з них починаючи з 1980 року), включно з двома поспіль титулами чемпіона світу Міки Хаккіннеа у 1998 та 1999 роках.
У 1989 році, Рон став співзасновником компанії McLaren Cars (потім McLaren Automotive), котра розробила та почала виробляти добре відоме спортивне авто McLaren F1.
Рон Денніс розлучений, має трьох дітей від шлюбу. Наразі є головою і співвласником McLaren Group.
У 2011 році Рон Денніс був позбавлений водійського посвідчення на півроку.

## McLaren Group
- McLaren Racing
- McLaren Automotive (до цього McLaren Cars) — виробник суперкарів
- McLaren Electronic Systems — електронні комплектуючи;
- McLaren Marketing — маркетинг;
- Absolute Taste —  постачальник їжі для McLaren Team;
- Lydden Circuit — управління гоночним треком недалеко від Дувра (графство Кент);
- McLaren Applied Technologies — комерційне управління технологіями.

## Нагороди
- У 2000 році Денніс був відзначений Орденом Британської Імперії у ранзі командора.